# Chaudenay-le-Château
Chaudenay-le-Château är en kommun i departementet Côte-d'Or i regionen Bourgogne-Franche-Comté i östra Frankrike. Kommunen ligger i kantonen Bligny-sur-Ouche som tillhör arrondissementet Beaune. År 2022 hade Chaudenay-le-Château 48 invånare.

## Befolkningsutveckling
Antalet invånare i kommunen Chaudenay-le-Château
Referens:INSEE